# Moissy-Moulinot
Moissy-Moulinot – miejscowość i gmina we Francji, w regionie Burgundia-Franche-Comté, w departamencie Nièvre.
Według danych na rok 1990 gminę zamieszkiwało 21 osób, a gęstość zaludnienia wynosiła 7 osób/km² (wśród 2044 gmin Burgundii Moissy-Moulinot plasuje się na 885. miejscu pod względem liczby ludności, natomiast pod względem powierzchni na miejscu 1334.).